# Giggleswick
Giggleswick – wieś w Anglii, w hrabstwie North Yorkshire, w dystrykcie (unitary authority) North Yorkshire. Leży 81 km na zachód od miasta York i 320 km na północny zachód od Londynu. Miejscowość liczy 1410 mieszkańców.